# Élections cantonales de 1992 dans les Deux-Sèvres
Les élections cantonales ont eu lieu les 22 et 29 mars 1992.
Lors de ces élections, 16 des 33 cantons des Deux-Sèvres ont été renouvelés. Elles ont vu la reconduction de la majorité RPR dirigée par André Dulait, président du conseil général depuis 1990.

## Résultats à l’échelle du département
Répartition départementale des résultats (2e tour).
- PS (32,43 %)
- Verts (8,98 %)
- RPR (10,88 %)
- UDF (37,61 %)
- DVD (10,11 %)

| Étiquette      | Étiquette                          | Premier tour | Premier tour | Second tour | Second tour | Sièges |
| Étiquette      | Étiquette                          | Voix         | %            | Voix        | %           | Sièges |
| -------------- | ---------------------------------- | ------------ | ------------ | ----------- | ----------- | ------ |
|                | Parti socialiste                   | 21 159       | 27,32        | 9 865       | 32,43       | 3      |
|                | Majorité présidentielle            | 3 788        | 4,89         |             |             |        |
|                | Parti communiste français          | 2 870        | 3,71         |             |             |        |
| Gauche         | Gauche                             | 27 817       | 35,92        | 9 865       | 32,43       | 3      |
|                |                                    |              |              |             |             |        |
|                | Divers droite                      | 16 741       | 21,62        | 3 075       | 10,11       | 7      |
|                | Union pour la démocratie française | 13 941       | 18,00        | 11 441      | 37,61       | 4      |
|                | Rassemblement pour la République   | 9 178        | 11,85        | 3 310       | 10,88       | 1      |
|                | Front national                     | 4 578        | 5,91         |             |             |        |
| Droite         | Droite                             | 44 438       | 57,38        | 17 826      | 58,60       | 12     |
|                |                                    |              |              |             |             |        |
|                | Les Verts                          | 5 185        | 6,70         | 2 732       | 8,98        | 1      |
| Écologistes    | Écologistes                        | 5 185        | 6,70         | 2 732       | 8,98        | 1      |
|                |                                    |              |              |             |             |        |
| Inscrits       | Inscrits                           | 114 815      | 100,00       | 52 342      | 100,00      |        |
| Abstention     | Abstention                         | 31 892       | 27,78        | 19 918      | 38,05       |        |
| Votants        | Votants                            | 82 923       | 72,22        | 32 424      | 61,95       |        |
| Blancs et nuls | Blancs et nuls                     | 5 483        | 6,61         | 2 001       | 6,17        |        |
| Exprimés       | Exprimés                           | 77 440       | 93,39        | 30 423      | 93,83       |        |

## Résultats par canton

### Canton de Celles-sur-Belle
| Candidats      | Candidats          | Étiquette      | Premier tour | Premier tour |
| Candidats      | Candidats          | Étiquette      | Voix         | %            |
| -------------- | ------------------ | -------------- | ------------ | ------------ |
|                | Pierre Billard*    | UDF            | 2 725        | 62,34        |
|                | Christian Leclaire | PS             | 1 196        | 27,36        |
|                | Jean-Paul Migaud   | PCF            | 250          | 5,72         |
|                | Yannick Robert     | FN             | 200          | 4,58         |
|                |                    |                |              |              |
| Inscrits       | Inscrits           | Inscrits       | 6 669        | 100,00       |
| Abstention     | Abstention         | Abstention     | 1 980        | 29,69        |
| Votants        | Votants            | Votants        | 4 689        | 70,31        |
| Blancs et nuls | Blancs et nuls     | Blancs et nuls | 318          | 6,78         |
| Exprimés       | Exprimés           | Exprimés       | 4 371        | 93,22        |

*sortant

### Canton de Cerizay
| Candidats      | Candidats              | Étiquette      | Premier tour | Premier tour |
| Candidats      | Candidats              | Étiquette      | Voix         | %            |
| -------------- | ---------------------- | -------------- | ------------ | ------------ |
|                | Armelle Guinebertiere* | RPR            | 4 466        | 59,75        |
|                | Jean Grellier          | PS             | 2 419        | 32,37        |
|                | Eric Routier           | FN             | 484          | 6,48         |
|                | Jean-Pierre Gelot      | PCF            | 105          | 1,40         |
|                |                        |                |              |              |
| Inscrits       | Inscrits               | Inscrits       | 9 992        | 100,00       |
| Abstention     | Abstention             | Abstention     | 2 049        | 20,51        |
| Votants        | Votants                | Votants        | 7 943        | 79,49        |
| Blancs et nuls | Blancs et nuls         | Blancs et nuls | 469          | 5,90         |
| Exprimés       | Exprimés               | Exprimés       | 7 474        | 94,10        |

*sortant

### Canton de Champdeniers-Saint-Denis
| Candidats      | Candidats          | Étiquette      | Premier tour | Premier tour | Second tour | Second tour |
| Candidats      | Candidats          | Étiquette      | Voix         | %            | Voix        | %           |
| -------------- | ------------------ | -------------- | ------------ | ------------ | ----------- | ----------- |
|                | Jean-Marie Bizard* | DVD            | 1 404        | 45,01        | 1 675       | 54,47       |
|                | Alain Champeil     | DVD            | 833          | 26,71        | 1 400       | 45,53       |
|                | Didier Delechat    | PS             | 749          | 24,01        | Retrait     | Retrait     |
|                | Michel Perochon    | PCF            | 57           | 1,83         |             |             |
|                | Alain Boutier      | FN             | 48           | 1,54         |             |             |
|                | Nenel Baudouin     | Verts          | 28           | 0,90         |             |             |
|                |                    |                |              |              |             |             |
| Inscrits       | Inscrits           | Inscrits       | 3 975        | 100,00       | 3 975       | 100,00      |
| Abstention     | Abstention         | Abstention     | 749          | 18,84        | 776         | 19,52       |
| Votants        | Votants            | Votants        | 3 226        | 81,16        | 3 199       | 80,48       |
| Blancs et nuls | Blancs et nuls     | Blancs et nuls | 107          | 3,32         | 124         | 3,88        |
| Exprimés       | Exprimés           | Exprimés       | 3 119        | 96,68        | 3 075       | 96,12       |

*sortant

### Canton de Coulonges-sur-l'Autize
| Candidats      | Candidats         | Étiquette      | Premier tour | Premier tour |
| Candidats      | Candidats         | Étiquette      | Voix         | %            |
| -------------- | ----------------- | -------------- | ------------ | ------------ |
|                | Gabriel Bichon*   | DVD            | 2 640        | 51,45        |
|                | Alain Parrot      | PS             | 2 057        | 40,09        |
|                | Nadège Lauzier    | FN             | 316          | 6,16         |
|                | Bernard Lamberton | PCF            | 118          | 2,30         |
|                |                   |                |              |              |
| Inscrits       | Inscrits          | Inscrits       | 7 331        | 100,00       |
| Abstention     | Abstention        | Abstention     | 1 820        | 24,83        |
| Votants        | Votants           | Votants        | 5 511        | 75,17        |
| Blancs et nuls | Blancs et nuls    | Blancs et nuls | 380          | 6,90         |
| Exprimés       | Exprimés          | Exprimés       | 5 131        | 93,10        |

*sortant

### Canton de Lezay
| Candidats      | Candidats           | Étiquette      | Premier tour | Premier tour |
| Candidats      | Candidats           | Étiquette      | Voix         | %            |
| -------------- | ------------------- | -------------- | ------------ | ------------ |
|                | Jean-Pierre Marche* | PS             | 2 034        | 58,47        |
|                | Michel Gauban       | RPR            | 1 168        | 33,57        |
|                | Maurice Briand      | FN             | 165          | 4,74         |
|                | Bernard Lefevre     | PCF            | 112          | 3,22         |
|                |                     |                |              |              |
| Inscrits       | Inscrits            | Inscrits       | 5 001        | 100,00       |
| Abstention     | Abstention          | Abstention     | 1 232        | 24,64        |
| Votants        | Votants             | Votants        | 3 769        | 75,36        |
| Blancs et nuls | Blancs et nuls      | Blancs et nuls | 290          | 7,69         |
| Exprimés       | Exprimés            | Exprimés       | 3 479        | 92,31        |

*sortant

### Canton de Menigoute
| Candidats      | Candidats                | Étiquette      | Premier tour | Premier tour |
| Candidats      | Candidats                | Étiquette      | Voix         | %            |
| -------------- | ------------------------ | -------------- | ------------ | ------------ |
|                | André Dulait*            | UDF            | 1 960        | 72,84        |
|                | Daniel Ferret            | PS             | 464          | 17,24        |
|                | Anne-Marie Bobin-Bordier | FN             | 159          | 5,91         |
|                | Francis Grousset         | PCF            | 108          | 4,01         |
|                |                          |                |              |              |
| Inscrits       | Inscrits                 | Inscrits       | 3 868        | 100,00       |
| Abstention     | Abstention               | Abstention     | 870          | 22,49        |
| Votants        | Votants                  | Votants        | 2 998        | 77,51        |
| Blancs et nuls | Blancs et nuls           | Blancs et nuls | 307          | 10,24        |
| Exprimés       | Exprimés                 | Exprimés       | 2 691        | 89,76        |

*sortant

### Canton de Moncoutant
| Candidats      | Candidats         | Étiquette      | Premier tour | Premier tour |
| Candidats      | Candidats         | Étiquette      | Voix         | %            |
| -------------- | ----------------- | -------------- | ------------ | ------------ |
|                | Guy Gonnord*      | DVD            | 3 504        | 58,99        |
|                | Jany Rouger       | PS             | 1 186        | 19,97        |
|                | Jean-Paul Gobin   | Verts          | 877          | 14,76        |
|                | Jean-Louis Soudet | FN             | 297          | 5,00         |
|                | Christiane Charge | PCF            | 76           | 1,28         |
|                |                   |                |              |              |
| Inscrits       | Inscrits          | Inscrits       | 8 399        | 100,00       |
| Abstention     | Abstention        | Abstention     | 1 943        | 23,13        |
| Votants        | Votants           | Votants        | 6 456        | 76,87        |
| Blancs et nuls | Blancs et nuls    | Blancs et nuls | 516          | 7,99         |
| Exprimés       | Exprimés          | Exprimés       | 5 940        | 92,01        |

*sortant

### Canton de La Mothe-Saint-Héray
| Candidats      | Candidats          | Étiquette      | Premier tour | Premier tour | Second tour | Second tour |
| Candidats      | Candidats          | Étiquette      | Voix         | %            | Voix        | %           |
| -------------- | ------------------ | -------------- | ------------ | ------------ | ----------- | ----------- |
|                | Ségolène Royal     | PS             | 1 296        | 43,50        | 1 536       | 51,05       |
|                | Pierre Thomas*     | UDF            | 1 134        | 38,07        | 1 473       | 48,95       |
|                | Max Bonneau        | PS             | 384          | 12,89        |             |             |
|                | Frédéric Poupault  | FN             | 94           | 3,16         |             |             |
|                | Jean-Claude Giraud | PCF            | 71           | 2,38         |             |             |
|                |                    |                |              |              |             |             |
| Inscrits       | Inscrits           | Inscrits       | 4 109        | 100,00       | 4 109       | 100,00      |
| Abstention     | Abstention         | Abstention     | 971          | 23,63        | 981         | 23,87       |
| Votants        | Votants            | Votants        | 3 138        | 76,37        | 3 128       | 76,13       |
| Blancs et nuls | Blancs et nuls     | Blancs et nuls | 159          | 5,07         | 119         | 3,80        |
| Exprimés       | Exprimés           | Exprimés       | 2 979        | 94,93        | 3 009       | 96,20       |

*sortant

### Canton de Niort-Est
| Candidats      | Candidats                 | Étiquette      | Premier tour | Premier tour | Second tour | Second tour |
| Candidats      | Candidats                 | Étiquette      | Voix         | %            | Voix        | %           |
| -------------- | ------------------------- | -------------- | ------------ | ------------ | ----------- | ----------- |
|                | Geneviève Perrin-Gaillard | PS             | 3 097        | 38,90        | 3 575       | 51,92       |
|                | Alain Garcia              | RPR            | 2 935        | 36,86        | 3 310       | 48,08       |
|                | Jacques Laroche           | PS             | 893          | 11,22        |             |             |
|                | Jean-Rom"e Charbonneau    | FN             | 588          | 7,39         |             |             |
|                | Maryse Rouzier            | PCF            | 449          | 5,64         |             |             |
|                |                           |                |              |              |             |             |
| Inscrits       | Inscrits                  | Inscrits       | 13 095       | 100,00       | 13 095      | 100,00      |
| Abstention     | Abstention                | Abstention     | 4 551        | 34,75        | 5 691       | 43,46       |
| Votants        | Votants                   | Votants        | 8 544        | 65,25        | 7 404       | 56,54       |
| Blancs et nuls | Blancs et nuls            | Blancs et nuls | 582          | 6,81         | 519         | 7,01        |
| Exprimés       | Exprimés                  | Exprimés       | 7 962        | 93,19        | 6 885       | 92,99       |

### Canton de Niort-Ouest
| Candidats      | Candidats             | Étiquette      | Premier tour | Premier tour | Second tour | Second tour |
| Candidats      | Candidats             | Étiquette      | Voix         | %            | Voix        | %           |
| -------------- | --------------------- | -------------- | ------------ | ------------ | ----------- | ----------- |
|                | Janine Lucas*         | UDF            | 3 785        | 36,91        | 4 971       | 57,92       |
|                | Claire-Odile Maillard | PS             | 2 327        | 22,69        | 3 611       | 42,08       |
|                | Elisabeth Lambert     | Verts          | 1 349        | 13,15        |             |             |
|                | Guy Gaubert           | FN             | 798          | 7,78         |             |             |
|                | Roger Sicaire         | PS             | 674          | 6,57         |             |             |
|                | Alain Bonneau         | DVD            | 666          | 6,49         |             |             |
|                | Robert Leon           | PCF            | 657          | 6,41         |             |             |
|                |                       |                |              |              |             |             |
| Inscrits       | Inscrits              | Inscrits       | 17 238       | 100,00       | 17 238      | 100,00      |
| Abstention     | Abstention            | Abstention     | 6 248        | 36,25        | 7 846       | 45,52       |
| Votants        | Votants               | Votants        | 10 990       | 63,75        | 9 392       | 54,48       |
| Blancs et nuls | Blancs et nuls        | Blancs et nuls | 734          | 6,68         | 810         | 8,62        |
| Exprimés       | Exprimés              | Exprimés       | 10 256       | 93,32        | 8 582       | 91,38       |

*sortant

### Canton de Prahecq
| Candidats      | Candidats        | Étiquette      | Premier tour | Premier tour | Second tour | Second tour |
| Candidats      | Candidats        | Étiquette      | Voix         | %            | Voix        | %           |
| -------------- | ---------------- | -------------- | ------------ | ------------ | ----------- | ----------- |
|                | Claude Roulleau* | UDF            | 2 412        | 42,83        | 2 638       | 49,12       |
|                | Jean Baudouin    | Verts          | 1 381        | 24,52        | 2 732       | 50,88       |
|                | Gustave Talbot   | PS             | 1 244        | 22,09        | Retrait     | Retrait     |
|                | Isabelle Soudet  | FN             | 303          | 5,38         |             |             |
|                | René Bourgeois   | PCF            | 292          | 5,18         |             |             |
|                |                  |                |              |              |             |             |
| Inscrits       | Inscrits         | Inscrits       | 8 254        | 100,00       | 8 254       | 100,00      |
| Abstention     | Abstention       | Abstention     | 2 227        | 26,98        | 2 617       | 31,71       |
| Votants        | Votants          | Votants        | 6 027        | 73,02        | 5 637       | 68,29       |
| Blancs et nuls | Blancs et nuls   | Blancs et nuls | 395          | 6,55         | 267         | 4,74        |
| Exprimés       | Exprimés         | Exprimés       | 5 632        | 93,45        | 5 370       | 95,26       |

*sortant

### Canton de Saint-Maixent-l'École-2
| Candidats      | Candidats            | Étiquette      | Premier tour | Premier tour | Second tour | Second tour |
| Candidats      | Candidats            | Étiquette      | Voix         | %            | Voix        | %           |
| -------------- | -------------------- | -------------- | ------------ | ------------ | ----------- | ----------- |
|                | Léopold Moreau       | UDF            | 1 925        | 49,99        | 2 359       | 67,36       |
|                | Jean-Claude Drossard | PS             | 711          | 18,46        | 1 143       | 32,64       |
|                | Michel Teule         | PS             | 495          | 12,85        |             |             |
|                | Catherine Da Fonseca | Verts          | 380          | 9,87         |             |             |
|                | Marcel Ducoudard     | FN             | 258          | 6,70         |             |             |
|                | Jean-Claude Morisson | PCF            | 82           | 2,13         |             |             |
|                |                      |                |              |              |             |             |
| Inscrits       | Inscrits             | Inscrits       | 5 671        | 100,00       | 5 671       | 100,00      |
| Abstention     | Abstention           | Abstention     | 1 581        | 27,88        | 2 007       | 35,39       |
| Votants        | Votants              | Votants        | 4 090        | 72,12        | 3 664       | 64,61       |
| Blancs et nuls | Blancs et nuls       | Blancs et nuls | 239          | 5,84         | 162         | 4,42        |
| Exprimés       | Exprimés             | Exprimés       | 3 851        | 94,16        | 3 502       | 95,58       |

### Canton de Saint-Varent
| Candidats      | Candidats        | Étiquette      | Premier tour | Premier tour |
| Candidats      | Candidats        | Étiquette      | Voix         | %            |
| -------------- | ---------------- | -------------- | ------------ | ------------ |
|                | Alain Bossay*    | DVD            | 1 772        | 57,05        |
|                | Christian Gatard | PS             | 878          | 28,27        |
|                | Patrick Audier   | Verts          | 313          | 10,08        |
|                | Julien Boyot     | FN             | 103          | 3,32         |
|                | Michel Cocq      | PCF            | 40           | 1,29         |
|                |                  |                |              |              |
| Inscrits       | Inscrits         | Inscrits       | 4 228        | 100,00       |
| Abstention     | Abstention       | Abstention     | 924          | 21,85        |
| Votants        | Votants          | Votants        | 3 304        | 78,15        |
| Blancs et nuls | Blancs et nuls   | Blancs et nuls | 198          | 5,99         |
| Exprimés       | Exprimés         | Exprimés       | 3 106        | 94,01        |

*sortant

### Canton de Sauzé-Vaussais
| Candidats      | Candidats        | Étiquette      | Premier tour | Premier tour |
| Candidats      | Candidats        | Étiquette      | Voix         | %            |
| -------------- | ---------------- | -------------- | ------------ | ------------ |
|                | Jacques Gagnon   | DVD            | 1 750        | 50,49        |
|                | Michel Guyton    | PS             | 1 328        | 38,32        |
|                | Maurice Giboulot | FN             | 222          | 6,41         |
|                | Liliane Caron    | PCF            | 166          | 4,79         |
|                |                  |                |              |              |
| Inscrits       | Inscrits         | Inscrits       | 4 884        | 100,00       |
| Abstention     | Abstention       | Abstention     | 1 180        | 24,16        |
| Votants        | Votants          | Votants        | 3 704        | 75,84        |
| Blancs et nuls | Blancs et nuls   | Blancs et nuls | 238          | 6,43         |
| Exprimés       | Exprimés         | Exprimés       | 3 466        | 93,57        |

### Canton de Thénezay
| Candidats      | Candidats                | Étiquette      | Premier tour | Premier tour |
| Candidats      | Candidats                | Étiquette      | Voix         | %            |
| -------------- | ------------------------ | -------------- | ------------ | ------------ |
|                | Hervé de Talhouet-Roy    | DVD            | 1 302        | 50,35        |
|                | Michel Grassignoux       | RPR            | 609          | 23,55        |
|                | Didier Coupeau           | Verts          | 340          | 13,15        |
|                | Yves Parnaudeau          | PS             | 210          | 8,12         |
|                | Marie-Laure Tommy-Martin | FN             | 106          | 4,10         |
|                | Daniel Fasanino          | PCF            | 19           | 0,73         |
|                |                          |                |              |              |
| Inscrits       | Inscrits                 | Inscrits       | 3 481        | 100,00       |
| Abstention     | Abstention               | Abstention     | 704          | 20,22        |
| Votants        | Votants                  | Votants        | 2 777        | 79,78        |
| Blancs et nuls | Blancs et nuls           | Blancs et nuls | 191          | 6,88         |
| Exprimés       | Exprimés                 | Exprimés       | 2 586        | 93,12        |

### Canton de Thouars-1
| Candidats      | Candidats        | Étiquette      | Premier tour | Premier tour |
| Candidats      | Candidats        | Étiquette      | Voix         | %            |
| -------------- | ---------------- | -------------- | ------------ | ------------ |
|                | Philippe Morin*  | DVD            | 2 870        | 53,18        |
|                | Patrice Pineau   | PS             | 1 305        | 24,18        |
|                | Yves Boutet      | Verts          | 517          | 9,58         |
|                | Philippe Maurin  | FN             | 437          | 8,10         |
|                | Jeannine Zeekaff | PCF            | 268          | 4,97         |
|                |                  |                |              |              |
| Inscrits       | Inscrits         | Inscrits       | 8 620        | 100,00       |
| Abstention     | Abstention       | Abstention     | 2 863        | 33,21        |
| Votants        | Votants          | Votants        | 5 757        | 66,79        |
| Blancs et nuls | Blancs et nuls   | Blancs et nuls | 360          | 6,25         |
| Exprimés       | Exprimés         | Exprimés       | 5 397        | 93,75        |

*sortant